# Élections législatives vénézuéliennes de 2010
Les élections législatives vénézuéliennes de 2010 se sont tenues le 26 septembre 2010 pour élire 165 députés.
L'opposition, qui avait boycotté les élections de 2005, s'est cette fois ci présentée unifiée sous la bannière de la Table de l'Unité Démocratique (Mesa de la Unidad Democrática - MUD) dans la plupart des circonscriptions.
Le parti d'Hugo Chávez, le PSUV, remporte 96 sièges contre 64 pour la MUD et 2 pour le mouvement Patrie Pour Tous (PPT), ancien allié de Chávez. Le parti du président devance également l'opposition d'une courte tête en nombre de voix avec environ 5 450 000 suffrages contre 5 330 000 pour l'opposition.

## Contexte
Depuis l'arrivée au pouvoir d'Hugo Chávez, en 1999, la pauvreté a été réduite de moitié, les dépenses sociales par habitant ont plus que triplé, et la couverture médicale s'est considérablement étendue. La Commission économique pour l'Amérique latine et les Caraïbes des Nations unies estime que Venezuela est le pays d’Amérique latine dans lequel les inégalités ont le plus reculé. En revanche, l'opinion publique reproche au gouvernement la persistance de la corruption, la bureaucratie, les problèmes d’approvisionnement en nourriture et en énergie et, en particulier, l'insécurité.
La presse vénézuélienne s'est majoritairement engagée (60 % environ des titres de presse) en faveur de l'opposition et a fait de l'insécurité le thème majeur de la campagne.
L'opposition, rassemblée au sein de la Table de l'Unité Démocratique (MUD), a mené une campagne plus à gauche qu'auparavant, jusqu'à reprendre une partie du programme politique du Parti socialiste unifié du Venezuela (PSUV). Ses « 100 solutions pour vivre et progresser en paix », bien que comportant de nombreuses références au secteur privé, ont insisté sur les promesses sociales.

## Résultats
Les résultats définitifs annoncés par le conseil électoral national sont les suivants :
| Suffrages exprimés                                                           | Suffrages exprimés | Suffrages exprimés | 11 295 834 |             | 165 sièges à pourvoir | 165 sièges à pourvoir |
|                                                                              |                    |                    |            |             |                       |                       |
| Liste                                                                        | Tête de liste      |                    | Suffrages  | Pourcentage | Sièges acquis         | Var.                  |
| Parti socialiste unifié du Venezuela (Partido Socialista Unido de Venezuela) | Néant              |                    | 5 451 419  | 48,26 %     | 96 / 165              |                       |
| Table de l'unité démocratique (Mesa de la Unidad Democrática)                | Néant              |                    | 5 334 309  | 47,22 %     | 64 / 165              |                       |
| Patrie pour tous (Patria para Todos)                                         | Néant              |                    | 354 677    | 3,14 %      | 2 / 165               |                       |
| Autres                                                                       | Néant              |                    | 155 429    | 1,38 %      | 3 / 165               |                       |